# Planète Japon
Planète Japon  est un magazine trimestriel sur la culture japonaise, créé en mars 2005. Il contient des reportages, enquêtes, portraits, critiques, interviews et rencontres, répartis selon diverses rubriques. La dernière parution date de 2018 et le compte Facebook n'a plus aucun post depuis. 

## Le  magazine
Le magazine Planète Japon a vu le jour en mars 2005. Il aborde des thèmes variés ayant trait à la culture japonaise : J-musique, cinéma, manga, animation, gastronomie, sport, tendances, histoire, arts, high-tech, événements, accompagnés le plus souvent d’interviews et de rencontres.

## Ligne éditoriale
Le magazine s’est donné comme objectif d’offrir « un voyage entre modernisme et traditions à tous les passionnés de Japon, quel que soit leur âge et leur connaissance du pays. »
Dans un style épuré, le magazine analyse les faits marquants de la culture japonaise. De nombreuses photos venant enrichir la découverte du pays.

## La mascotte
Depuis le numéro quatre, le magazine a adopté Kikuchiyo, un panda né à Nara et descendant d'une espèce de panda doué de parole. Leur comportement proche de celui des hommes trouverait son origine dans une légende qui rapporte que cette race de panda ne serait que la réincarnation d’esprits humains. D’abord exploités par les hommes, ils devinrent des maîtres dans le maniement du sabre et des fidèles de la voie du Samouraï. Avec la fin du règne des samouraïs et l’apparition des armes à feu, la communauté des pandas périclita. Kikuchiyo fut recueilli par un grand maître d’art martiaux japonais et semble être le dernier de sa lignée, ce dernier l’invita à parcourir le monde pour apprendre les différentes cultures et c’est ainsi qu’il se retrouva dans les studios de Planète Japon.

## Les thèmes abordés
Le magazine est composé de différentes rubriques sur la culture japonaise, on y trouve également les sorties musiques, mangas et livres. Les lecteurs ont aussi droit à leurs pages intitulées « Votre part de planète » où chacun(e) peut parler de son expérience. On y trouve de même les dernières tendances à la mode en termes de technologies. Enfin, le magazine propose une initiation à la langue japonaise.
Le magazine a abordé plusieurs sujets liés à la géographie de l'archipel ; des villes majeures comme Tōkyō ou Kyōto, des quartiers touristiques comme Odaiba, Asakusa ou Roppongi Hills mais aussi des villes régionales comme Hiroshima, Kōbe ou Nara. Des villes liées à l'actualité comme Obama ont aussi été traités.
L’univers du manga et de l’anime est bien sûr au rendez-vous, avec des œuvres de renommées comme Le Tombeau des lucioles, des séries telles que City Hunter ou Tokyo Tribe 2.
Planète Japon est aussi une occasion de découvrir des artistes japonais de l’estampe avec Yoshitoshi, de l’ukiyo-e avec Hokusai, de la peinture Tsugouharu Foujita la poésie japonaise avec Bashō Matsuo la photographie avec Miwa Yanagi de la littérature comme Sōseki Natsume.
Le cinéma et les drama ont également une place importante avec la présentation d’acteurs comme Takeshi Kitano, Toshirō Mifune, Tadanobu Asano ou Kōji Yakusho,  des réalisateurs comme Shinya Tsukamoto, Shōhei Imamura, Mikio Naruse et enfin des films tels que Mémoires d’une geisha, Death Note, Lettres d'Iwo Jima, Tokyo ! ou Air Doll.
La culture japonaise est omniprésente dans le magazine, les articles sont variés et touchent de nombreux aspects comme l’art : l’estampe japonaise, les jardins japonais, les fêtes traditionnelles : Noël et Nouvel An, Shichi-go-san, Sanja Matsuri et également les traditions liées à la vie des japonais : les geishas, les courtisanes.
Une rubrique est réservée à l’histoire, avec la biographie des personnages qui ont marqué le Japon : Ieyasu Tokugawa, Musashi Miyamoto,  Takamori Saigō et des événements historiques tels que Hiroshima-Nagasaki.
Les passionnés de J-pop y trouvent également leur compte grâce à la promotion d'artistes tels que Ai Ōtsuka, Hikaru Utada, Cornelius, des tendances comme le punk japonais, la Smap Attitude et des événements comme le MIDEM.
Enfin, le magazine traite des questions de société telles que les Japonais du Brésil, les Love Hotel, le Syndrome de Paris, le chikan, le hikikomori mais aussi du sport comme le football, le sumo ou le marathon de Tokyo.